# Quinton (Northamptonshire)
Quinton es un pueblo y una parroquia civil del distrito de South Northamptonshire, en el condado de Northamptonshire (Inglaterra).

## Demografía
Según el censo de 2001, Quinton tenía 194 habitantes (90 varones y 104 mujeres). 41 (21,13%) de ellos eran menores de 16 años, 144 (74,23%) tenían entre 16 y 74, y 9 (4,64%) eran mayores de 74. La media de edad era de 41,38 años. De los 153 habitantes de 16 o más años, 34 (22,22%) estaban solteros, 106 (69,28%) casados, y 13 (8,5%) divorciados o viudos. 99 habitantes eran económicamente activos, 96 de ellos (96,97%) empleados y otros 3 (3,03%) desempleados. Había 3 hogares sin ocupar y 72 con residentes, aumentando a 204 en el censo de 2011.
| 92                          | 94 | 115 | 128 | 143 | 133 | - | - | 116 | 104 | 131 | 115 | 93 | 92 | - | 186 | 183 | 194 | 204 |
| (Fuente: Vision of Britain) |    |     |     |     |     |   |   |     |     |     |     |    |    |   |     |     |     |     |